# 歩車共存道路
歩車共存道路（ほしゃきょうぞんどうろ）とは、歩行者空間や公園を組み合わせ、車道部分を蛇行させ自動車の速度を抑えることで歩行者との共存を図る道路。交通への整備効果以外にも、電線類の地中化や　諸設備設置等により景観、防災の向上を図る。
人と車の共存道路の原理の概説
日本では“コミュニティ道路”とか,“ジグザグ道路”と呼ばれているが,車の共存道路を一口で表現すると-①アメリカのラドバーン, ② スウェーデンのSCAFT, ③オランダのボンエルフ(生活の庭), ドイツの住宅地域での車の交通抑制道路, 日本でのコミュニティ道路へ と, 3段階に生成·発展してきた。
これらのシステムは, 人と車の分離から共存へと変遷をしてきたが, いずれも物理的な施設によってなされている。
この原理を概説すると, ラドバーンは1928年,住宅地域の交通システムの急激な変革がアメリカに導入され, この年にニュージャージー州ラドーン地区の計画が行われた。この計画では道路システムは,優先道路,局地集散道路, そして住宅地域の区画道路に分けられた。自動車交通は,歩行者や自転車から分離され, すべての区画街路はクル·ド·サック(袋小路) として設計された。どの家にも二つの入口が設けられ,一方は道路面し自動車がすぐ近くまでくることができ, もう一方の入口は散歩やサイクリングができるような緑の地域に面していた。また,局地集散道路を
横切る歩行者や自転車のために地下道も設けられていた。
この計画は,安全性の面からみると成功を収めるものであった。最初の20年間に住宅地域ではただの1件の事故(腕の骨折)が起こっただけであった、その後数十年たった今日まで, 1件の交通事故も起きていないとされ,ラドバーンは革新的で好結果の得られた変革であったが,このラドバーン地区の完成に続く10年間, ほとんど追従するものはなかったという。
スウェーデンの場合, 1950年代には多くの住宅地域にラドバーンの理念が導入され,これが後にSCAFTガイドラインへと発展していった。
SCAFTガイドラインは,交通安全を考慮した住宅地域の設計を勧告している。このガイドラインによると次の4つの主な施策により, 交通安全を増進させることができる。
ひとつは活動力を地域化する。これにより交通量は少なくなり,交通混乱は減少する。
二つ目は自動車を歩行者や自転車から時間的·空間的に分離する。
三つ目は異なった性質の交通を区分する。その結果,それぞれの交通の流れは可能なかぎり均質になる。
四つめは明確に,単純に,均一にする。こうすることにより道路利用者の判断は容易になる。
あらゆる種類の住宅地域に言及した, このガイドラインは, 上記の原理-従った詳細な勧告を行っている。このガイドラインは, スウェーデンで広く採用され,また他の国々,主として北欧諸国に影響を与えた。SCAFTモデルやヴェルムルミールシステムで促進された厳密な分離にたいする批判に応じて, 1970年代始めにオランダでボンエルフモデルがつくられた。さらに1976年にはボンエルフに対する必須設計基準がオランダ政府により告示された。
ボンエルフモデルは, SCAFT モデルとは逆に歩行者や自転車利用者から自動車を分離せず、同一の領域にすべての種類の交通を認めている。基本的な考えは“ボンエルフ内では,自動車よりも歩行者が主役であるということである。 一定の設計方法が適用されることにより, 運転者は自動車の速度を歩行者の速さまで落さざるを得なくなるのである。
ボンエルフモデルは最近開発されたので, さらに検討を要するものである。しかしながら多くの人はこのモデルに賛同している 街路は住むに適し,種々の道路利用者が協力するようになり, そして空慮で安全性の低い歩道は必要なくなる。
人と車を一緒にしたボンエルフシステムと同じく, ラドバーン, ヴェルムルミール,その他の地域で例示された分離システムも,伝統的な道路設計の概念を根底から打ち壊すことにより安全性を向上させようとしている。